# Dark Project : La Guilde des voleurs
Pour les articles homonymes, voir Thief.
Dark Project : La Guilde des voleurs (en anglais, Thief: The Dark Project) est un jeu vidéo d'infiltration à la première personne développé par Looking Glass Studios et publié par Eidos Interactive en 1998. Le jeu se déroule dans un univers médiéval et steampunk dans lequel le joueur incarne Garrett, un voleur formé par une société secrète, opérant dans une métropole connue sous le nom de City. Il est le premier jeu d'infiltration sur PC à utiliser la lumière et les effets sonores comme des composantes à part entière du gameplay. Son utilisation d'une vue à la première personne combinée avec un système de jeu basé sur l'évitement des confrontations le mit en concurrence avec les jeux de tir à la première personne et lui vaut d'être désigné sous le terme « first-person sneaker » par ses développeurs. Le jeu combine une intelligence artificielle complexe avec des éléments de simulation afin de proposer un gameplay émergent.
À sa sortie, le jeu est acclamé par la presse spécialisée, il devient le plus important succès commercial du studio avec plus de 500 000 exemplaires vendus. Il est considéré comme un des jeux les plus influents du genre, son système de jeu ayant notamment inspiré des jeux vidéo comme Tom Clancy's Splinter Cell et Hitman. Le jeu a bénéficié d'une version améliorée, baptisée Thief Gold, publiée en 1999 et de trois suites : Dark Project 2 : L'Âge de métal (2000), Dark Project: Deadly Shadows (2004) et Thief (2014). La première a été développée par Looking Glass Studios mais à la suite de la fermeture du studio, la série est reprise par Ion Storm puis par Eidos Montréal.

## Trame

### Univers
Dark Project prend place dans un univers fictif médiéval et steampunk, à une période indéfinie du Moyen Âge,. Les événements du jeu se déroulent dans une cité post-industriel — la City — s'inspirant notamment des films Brazil et La Cité des enfants perdus et dans laquelle la magie, l’électricité et les machines à vapeur tiennent une place importante.
La City est sous l'influence de trois factions, incluant les Gardiens et deux ordres religieux s'y opposant, les Païens et l'Ordre du marteau. Ces dernières sont respectivement décrites comme une représentation du chaos et de l'ordre, les Gardiens étant considérés comme neutres et tentant de maintenir l'équilibre de la City,. Les fidèles de l'Ordre du marteau vénèrent une divinité appelée le Builder et croient au progrès, à l'artisanat et à la justice. Les Païens sont au contraire des êtres primitifs, proches de la nature et vénérant le Trickster, une dangereuse divinité,.

### Scénario
Dans le prologue du jeu, Garrett - le principal protagoniste - décrit son enfance d'orphelin dans les rues de la City. Au cours de celle-ci, il est pris les mains dans le sac alors qu'il tente de faire les poches d'un homme suspicieux qui se révèle être un Gardien. Impressionné par le talent de Garret, il lui offre une chance de rejoindre son ordre. Garret accepte mais finit par quitter l'ordre afin de poursuivre sa carrière de voleur. Plusieurs années plus tard, Garret est devenu un voleur accompli et il se voit pousser à rejoindre une organisation criminelle. Du fait de son incapacité à payer la protection du cartel, il devient la cible d'un assassin commandité par Lord Ramirez. Garrett parvient à échapper à l'assassin avant de dévaliser la maison de Ramirez pour se venger. Il est alors approché par Viktoria, une représentante d'un mystérieux client impressionné par les exploits de Garrett. Celle-ci l'embauche ensuite pour dérober une épée à Constantine, un noble excentrique récemment arrivé dans la City. Après avoir complété sa mission, il est conduit par Viktoria devant Constantine qui lui révèle que ce premier contrat était un test. Il lui propose alors une fortune pour voler The Eye, une gemme cachée dans une cathédrale scellée et déserte de l'Ordre du marteau.
Pour se rendre jusqu'à la cathédrale, Garrett doit d'abord traverser les vieux quartiers, un district abandonné et hanté de la City. Par une ouverture de la cathédrale, The Eye informe Garrett de l'existence d'un sanctuaire des Gardiens où il pourrait apprendre comment accéder à l'intérieur de la cathédrale. Dans ce sanctuaire, Garrett découvre que la cathédrale a été scellée pour empêcher la destruction de la City par le Trickster. Il apprend également l'existence de quatre talismans nécessaires à l'ouverture de la cathédrale, deux d’entre eux étant cachés dans d'anciennes ruines sous la City et deux autres se trouvant dans un temple de l'Ordre du marteau. Après avoir retrouvé ces derniers, il pénètre dans la cathédrale et découvre que ses habitants ont été tués puis transformés en morts-vivants par The Eye. Il récupère la gemme et la rapporte à Constantine, qui se révèle être le Trickster. Viktoria explique alors que The Eye nécessite un véritable œil pour fonctionner avant de soûler Garrett et de lui retirer son œil droit. Le Trickster place alors celui-ci dans la gemme avant de disparaître via un portail. Laissé pour mort, Garrett est retrouvé et libéré par deux Gardiens. Durant sa fuite, il apprend que le Trickster prévoit d'utiliser The Eye pour faire retomber le monde à l'état sauvage. Garrett cherche alors à obtenir l'aide de l'Ordre du marteau avant de découvrir que leur temple a été attaqué. Dans les vestiges du temple, il retrouve quelques survivants qui lui confient une réplique piégée de The Eye. Garrett se rend dans le repère du Trickster qui est en train d'accomplir un rituel afin de mettre son plan à exécution. Garrett parvient à substituer la gemme originelle par sa copie, provoquant la mort du Trickster.
Peu de temps après dans une des rues de la City, Garrett est approché par un Gardien qui lui annonce qu'il aura bientôt besoin de l'aide de son ordre. Alors que Garrett s'en écarte, celui-ci lui le prévient de l'arrivée imminente de l'Âge du métal.

## Système de jeu
Le jeu est en 3D subjective et dispose d’un moteur graphique tirant parti des cartes accélératrices. Le contrôle est proche de celui d’un jeu de tir subjectif, cependant la réussite ne réside plus dans l’élimination de tous les ennemis mais plutôt dans la capacité à ne pas se faire voir.
Le joueur incarne Garrett, interprété par Stephen Russell (Jean-Paul Audrain pour la version française), un brigand maître dans l’art du camouflage et qui se retrouve entraîné dans des missions de vol de plus en plus périlleuses. Les sons et les ombres jouent un rôle primordial dans la partie. Le joueur doit profiter des zones obscures, des tapis épais étouffant le bruit des pas et d’un sens de l’observation développé pour progresser.
Dans un monde médiéval-fantastique aux allures steampunk où la technologie à la Jules Verne semble prendre une place de plus en plus importante, terrains et adversaires changent en permanence de nature. Et si, dans les premiers niveaux, ce sont des gardes humains qui posent problème, Garrett se frottera rapidement à des créatures surnaturelles et maléfiques.
Trois niveaux de difficulté sont disponibles. Le plus difficile, le mode expert, multiplie les objectifs à atteindre, l'importance du butin à rapporter et astreint le joueur à ne tuer personne. Le but du jeu devient ainsi clair : passer sans être vu, dérober en silence et disparaître sans laisser de traces.

### Techniques d'infiltration
Garrett, au cours de ses différentes missions, devra généralement remplir un objectif et revenir à son départ (ou avoir un point d'arrivée particulier). Il est tout à fait possible d'avancer dans le jeu en cherchant les affrontements directs, mais il est recommandé d'avancer avec la plus grande discrétion. Garrett peut utiliser les actions suivantes pour mieux se dissimuler :
- Disposant d'une gemme de visibilité, Garrett peut estimer s'il est suffisamment dissimulé dans l'ombre. Si la gemme est entièrement noire, tout individu passant même à quelques pas de lui sera incapable de le voir. À l'inverse, en pleine lumière, un individu dans la salle pourra le détecter. Pour être moins visible, Garrett peut ramper au lieu de courir, se cacher dans les ombres et créer des zones sombres en éteignant les torches (avec des flèches à eau) ou les lampes électriques s'il trouve un interrupteur associé.
- Le son est aussi important. Garrett doit éviter d'alerter les environs en marchant sur des zones qui émettent des sons (comme des zones carrelées ou métalliques). Sur ces zones il est recommandé de ramper ; la vitesse est réduite mais aucun son ne sortira. À l'inverse, les zones molles, comme les tapis ou le gazon, empêchent quiconque de l'entendre s'approcher. En outre, s'il en dispose, Garrett peut utiliser des flèches à mousse pour créer un tapis de mousse et ainsi amortir ses bruits sur les surfaces sonores.
- Garrett peut se situer en hauteur (par des étages ou en haut d'objets telles des armoires) pour se dissimuler aux yeux des gardes et des civils.
- La présence de sang ou de cadavre (ou personne inconsciente) peut alerter de sa présence. Garrett doit donc nettoyer toute zone tachée (avec des flèches à eau) et dissimuler les cadavres dans des zones sombres ou des salles non visitées par les patrouilles. De manière générale, il est plus conseillé de tenter d'assommer les adversaires (gardes ou civils) par un coup de matraque sur la nuque, car ils ne crient pas, il n'y a pas de perte de temps en affrontement, peu de possibilités de fuite et d'alerte et aucune tache de sang n'est générée. Certains gardes portent toutefois des casques recouvrant leur nuque.
- Certains gardes font une patrouille particulière. Ils émettent des bruits (dialogues, grognements, sifflements) et marchent lourdement, ce qui permet de les repérer. En observant une patrouille, Garrett peut voir à quel moment il peut se faufiler de pièce en pièce, ou derrière un garde pour l'assommer. Certaines patrouilles sont également aléatoires, ce qui requiert plus de patience de la part du voleur.
- Un choc sonore permet d'attirer l'attention d'un garde, l'obligeant à sortir d'une zone qu'il surveille statiquement. Une flèche dans une porte métallique, un objet volumineux jeté contre un mur, ou une flèche bruyante (qui émet un cliquetis) attire l'attention d'un garde, qui devient alors suspicieux.

## Développement

### Début du projet
La conception de Thief débute en avril 1996. Le projet initial est de développer un action RPG, la création de l’univers et du scénario du jeu étant confiés à Ken Levine. Pour cela, ce dernier s’inspire notamment de deux de ses jeux vidéo favoris, Castle Wolfenstein et Diablo ,. Ses premières idées incluent notamment School of Wizards et Better Red Than Undead, ce dernier devant être une simulation de combat à l’épée en vue à la première personne et se déroulant pendant la Guerre froide dans une Union soviétique fictive envahie par des zombies. Le joueur devait y incarner un agent de la CIA devant combattre ces zombies à l’épée, les armes à feu n’étant pas efficaces contre ces derniers. L’idée est cependant rapidement mise de côté par le département marketing du studio. Après l’abandon de cette idée, Levine imagine un nouveau concept – baptisé Dark Camelot – se focalisant également sur les combats à l’épée. Son scénario se déroule alors dans un monde inspiré des légendes arthuriennes mais dans lequel Mordred est présenté comme un héros incompris faisant face à un Roi Arthur tyrannique et à un Merlin psychopathe,. Le jeu inclut également d’autres personnages comme la Fée Morgane, qui conseil Mordred, et Guenièvre, une lesbienne ayant trahi Lancelot et souhaitant aider Mordrer à détruire Camelot et à voler le Graal. De son côté, le gameplay du jeu combine une vue à la première personne avec des éléments de jeux d’action, de rôle et d’aventure. Le concept initial des combats à l’épée se voit ensuite enrichi par l’introduction d’éléments de furtivité, permettant par exemple d’éviter un garde en passant pendant qu’il regarde ailleurs, afin que le jeu ne se résume pas à « courir en essayant de découper des gens ».
Ce nouveau concept plait particulièrement à Paul Neurath qui pousse alors les développeurs à se focaliser sur cet aspect afin de créer un jeu de « voleur »,.
Début 1997, le jeu est rebaptisé The Dark Project et les développeurs décident donc de se focaliser sur l’aspect « vol et furtivité ». Certains niveaux initialement créés pour Dark Camelot sont néanmoins conservés. Le jeu est alors conçu comme un simulateur disposant d’un véritable moteur physique permettant aux joueurs d’interagir avec les objets et l’environnement de manière réaliste. Le concept de base du système de furtivité du jeu est présenté par Levine et Dorian Hart le 4 avril. Pour celui-ci, les concepteurs s’inspirent du concept de guerre sous-marine, et notamment du simulateur Silent Service publié en 1985, pour imaginer l’idée que le personnage soit puissant tant qu’il passe inaperçu mais vulnérable quand il est repéré par ses ennemis. L’intégration d’un mode multijoueur, incluant notamment un mode "theftmatch" dans lequel de petites équipes de voleurs concourent pendant un temps donné pour voler autant de richesses que possible, est au départ planifié mais celui-ci est finalement abandonné.

### Production
Le développement à proprement parler commence en mai 1997 avec notamment la création d’un niveau de démonstration et d’une bande annonce promotionnelle pour l’E3 de 1997. D'abord annoncé pour l’été 1997, la sortie du jeu est finalement repoussée à l’hiver 1997. Au cours du développement, Looking Glass Studios rencontre cependant de sérieux problèmes financiers. La branche d’Austin du studio ferme ainsi ses portes, provoquant le départ de Warren Spector et de plusieurs programmeurs qui fondent alors Ion Storm Inc.. En moins de six mois, la moitié de l'équipe de développement - dont le concepteur Ken Levine - doit ainsi quitter le studio, ce qui entame le moral des développeurs restant. Le stress causé par ces licenciements provoque ainsi une vague de départ volontaire, dont celui du responsable de la programmation, Rogers Briscoe, et l'équipe de développement doit ainsi être fortement remaniée,,.
Après le départ de Rogers, la responsabilité de la programmation est confiée à Tom Leonard. Celui-ci s'attaque d'abord au système d'intelligence artificielle, initialement programmé par Rogers, qui souffre de nombreux problèmes. Il pense au départ pouvoir corriger ces derniers mais après plusieurs mois de travail, il comprend que le système de recherche de chemin n'est pas récupérable. Il code donc un nouveau système, en utilisant seulement un cinquième du code original, qu'il termine en novembre 1997. Son travail sur l'intelligence artificielle du jeu est cependant mis en suspens afin de permettre à l'équipe de développement de rapidement créer une version de démonstration destinée à démontrer la faisabilité du projet à Eidos Interactive qui commence à avoir des doutes au sujet du projet. Le travail sur l'intelligence artificielle ne reprend ainsi qu'en mars 1998 et après 12 semaines de travail, celle-ci est finalement fonctionnelle. Du fait des coupes budgétaires, de nombreuses fonctionnalités sont abandonnées au cours du développement. C'est le cas notamment du mode multijoueur, du système d'inventaire et de l’enchaînement non-linéaire des missions. Les développeurs se focalisent ainsi uniquement sur la création d'un jeu solo, linéaire et centré exclusivement sur l'infiltration. D'autres fonctionnalités sont alors envisagées, comme la capacité d'escalader les murs et les plafonds à la manière de Spider-Man et l'ajout de potions de rétrécissement et d'invisibilité, mais sont finalement abandonnées. Le 3 avril 1998, l'équipe de développement renomme le jeu Thief: The Dark Project, en s'inspirant notamment du jeu de rôle Vampire : la Mascarade, afin de faire correspondre le titre à la nouvelle direction prise par le projet,. Durant l'été 1998, l'équipe de développement doit faire face à l'épuisement et aux nombreux bugs du système de simulation et de l'intelligence artificielle.
Trois mois avant la sortie du jeu, la plupart des problèmes rencontrés par les développeurs ont cependant été résolus. L'équipe commence à croire au projet, Leonard expliquant que Thief « n'a pas coulé et qu'il pourrait en fait être amusant ». De plus, la sortie de jeux comme Commandos: Behind Enemy Lines, Half-Life et Metal Gear Solid allège les soucis du studio concernant d'éventuelles difficultés pour promouvoir le gameplay innovant du jeu. L'équipe s'en trouve revitalisée et les derniers mois du développement se déroulent dans une ambiance de passion et de confiance mesurée. Le jeu est finalisé en novembre 1998 après environ 2,5 années de développement ayant coûté 3 millions de dollars.

### Conception

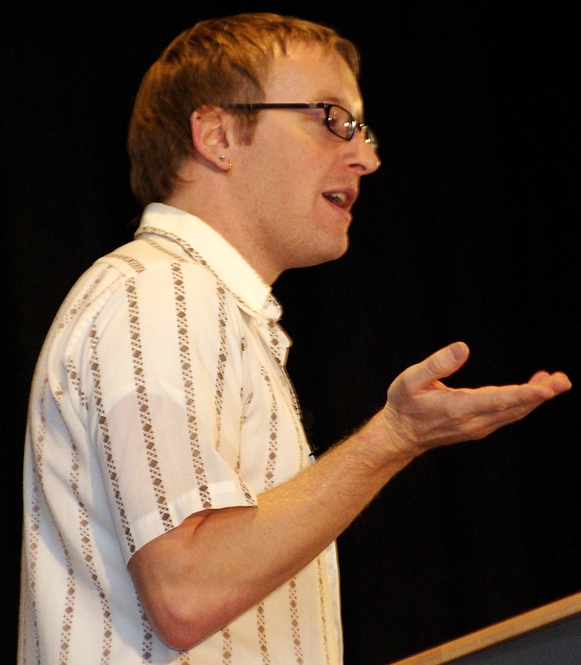
Randy Smith, un des créateurs du jeu.

Le concept de Dark Project est axé sur la furtivité et l'évasion en vue à la première personne. D'après Tom Leonard, cette idée lui permet de se différencier des jeux de tir à la première personne classiques mais inquiète certains observateurs qui doutent de sa capacité à plaire aux joueurs. En réponse à ces doutes et au sentiment que les précédents titres développés par le studio nécessitent un certain investissement du joueur pour être amusant, les concepteurs tentent de faire de Thief un jeu facile à prendre en main. Si l'objectif de l'équipe est de rendre le jeu plus accessible, celui-ci partage néanmoins ses concepts de base avec les précédents titres du studio. Ainsi, les concepteurs laissent au joueur une certaine liberté, lui permettant notamment de choisir l'approche qu'il souhaite avoir face à un obstacle, et conservent des éléments de simulation afin de proposer un gameplay émergent.
Dark Project est conçu de manière à utiliser aussi peu de script que possible. Ainsi, au lieu d'être prédéfinis par les concepteurs, la plupart des événements du jeu se produisent naturellement afin d’accroître les possibilités d'interactions et d'improvisation du joueur par rapport aux précédents jeux du studio. L'un des éléments principaux du système de jeu de Dark Project est la relation entre le joueur et les personnages non-joueurs qui sont les principaux obstacles du jeu. Combiné avec l'objectif de proposer un gameplay émergent, ce concept nécessite un système d'intelligence artificielle complexe différent de celui généralement utilisé dans les jeux de tir à la première personne comme Half-Life. En effet, ces derniers utilisent souvent un système d'intelligence artificielle dans lequel les personnages non-joueurs deviennent agressifs lorsqu'ils voient ou entendent le héros. De son côté, le système de Dark Project offre un éventail plus large d'états d'esprit. Les personnages non-joueurs peuvent par exemple devenir suspicieux, les poussant à enquêter au sujet d'un bruit anormal plutôt qu'à devenir immédiatement hostiles.

« Dans Thief, la frontière entre le danger et la sécurité se trouve souvent entre l'ombre et la lumière, mais cette frontière n'est ni stable, ni garantie. Le joueur doit à un moment donné sortir de son périmètre de sécurité pour faire face au risque, jusqu'à ce qu'il trouve une nouvelle zone sûre. »

— Randy Smith
Randy Smith explique ainsi que le joueur ne se sent pas en sécurité, même lorsqu'il est caché, mais qu'il apprend à évaluer son niveau de vulnérabilité en s'améliorant. Pour renforcer ce sentiment d'insécurité, les concepteurs ont introduit des éléments de survival horror dans certaines missions. Considérant que rien ne renforce la peur liée à cette frontière autant que forcer le joueur à l'ignorer, ils ont également retiré au joueur la capacité à juger de son niveau de vulnérabilité dans la mission Return to the Cathedral. D'après Randy Smith, cela force ainsi le joueur à faire pratiquement « tout ce qu'il craint habituellement de faire » permettant à cette mission d'osciller « entre détente et horreur [...] pour un résultat dévastateur pour les nerfs du joueur ».
Les missions du jeu ont été conçues de manière à coller à l'histoire plutôt que l'inverse. S'inspirant de GoldenEye 007, l'équipe introduit un système de difficulté ayant une influence sur les objectifs des missions, ce qui permet aux concepteurs de proposer aux joueurs une expérience vraiment différente en fonction du niveau de difficulté sans modifier l'architecture des niveaux. Cela donne également au jeu un haut degré de rejouabilité pour un coût de développement minimal. L'équipe de concepteurs a de plus développé ce concept en réduisant la capacité du joueur à tuer des personnages humains dans les niveaux de difficulté les plus élevés, chacune des missions ayant donc été conçues de manière à pouvoir être réussie sans avoir à tuer le moindre humain.

### Conception audio
Les effets sonores du jeu sont conçus de manière à améliorer le gameplay aussi bien qu'à enrichir l'environnement, le concept du jeu nécessitant la création d'un système d'effets sonores avancés. Les concepteurs ont d'abord créé une « base de données pièce » pour chaque mission, ces dernières permettant une représentation réaliste de la propagation des ondes sonores. Le concepteur audio Eric Brosius et l'équipe de développement ont donné aux effets sonores plusieurs rôles. Ces derniers sont ainsi utilisés pour donner au joueur des indications sur la position et l'état d'esprit des personnages non-joueurs, poussant les développeurs à doubler ces derniers. De la même manière, les sons produits par les objets du joueurs donnent aux personnages non-joueurs des indications sur sa position. Ces personnages sont également capables de communiquer entre eux, par exemple pour demander de l'aide. Enfin, les effets sonores ont également été utilisés pour divulguer des informations, un joueur discret pouvant écouter les conversations de personnages non-joueurs pour découvrir certains éléments du background du jeu.

### Programmation
Dark Project utilise le moteur de jeu Dark Engine. Celui-ci est programmé pendant le développement du jeu plutôt que dans le cadre d'un projet annexe, ce qui provoque de nombreuses contraintes de temps. Pour celui-ci, les programmeurs se sont focalisés sur le moteur physique, celui-ci se voulant aussi réaliste que possible. Le moteur de jeu bénéficie de nombreuses fonctionnalités incluant l'alpha blending, l'anticrénelage et un système de gestion de la lumière. Pour permettre un rendu réaliste de l'animation des personnages, les développeurs ont utilisé la capture de mouvement. Le système de rendu — permettant d'afficher les graphismes — du moteur de jeu est principalement codé par le programmeur Sean Barrett au cours de l'automne 1995. Bien que le système de rendu soit censé être terminé avant la sortie du jeu, Barrett quitte le studio en 1996. Il continue de travailler sous contrat avec Looking Glass pour participer à la programmation de certaines fonctionnalités, dont le support hardware, mais le moteur de rendu n'a jamais été finalisé et est donc moins avancé que d'autres systèmes équivalents de l'époque.
Le Dark Engine est conçu pour être réutilisable et pour permettre aux programmeurs d'y insérer facilement leur travail. Pour cela, le moteur de jeu utilise la programmation orientée objet grâce à un système programmé par LeBlanc, baptisé Dark Object System, permettant aux développeurs de modifier le contenu du jeu par l'intermédiaire de bases de données sans avoir à modifier le code source du jeu. Ce système permet également de gérer le contenu du jeu comme les textures, les niveaux, les modèles 3D et les effets sonores. Une ébauche du Dark Engine a également été utilisé par Looking Glass et Irrational Games pour développer System Shock 2, le fonctionnement du Dark Object System permettant aux deux jeux d'utiliser le même fichier exécutable.

## Versions
La version originale de Dark Project est publiée par Eidos Interactive le 30 novembre 1998.
Le jeu a ensuite bénéficié d'une version améliorée, baptisée Thief Gold, qui est publiée le 29 octobre 1999. Celle-ci introduit trois nouvelles missions ainsi que des améliorations des douze missions de la version originale. Le CD-ROM de cette version inclut également un éditeur de niveau ainsi qu'une vidéo du making of de Dark Project 2 : L'Âge de métal,.

## Accueil

### Critiques
| Dark Project : La Guilde des voleurs |      |       |
| Média                                | Nat. | Notes |
| Computer Gaming World                | US   | 4.5/5 |
| PC Gamer                             | US   | 90%   |
| GameSpot                             | US   | 91 %  |
| GamePro                              | US   | 5/5   |
| Gen4                                 | FR   | 4/5   |
| IGN                                  | US   | 89 %  |
| Joystick                             | FR   | 84 %  |
| Next Generation                      | US   | 4/5   |
| Compilations de notes                |      |       |
| Metacritic                           | US   | 92 %  |
| GameRankings                         | US   | 89 %  |

### Ventes
Avec plus de 500 000 exemplaires vendus, Dark Project est le plus gros succès commercial de Looking Glass Studios.

### Récompenses
Dark Project est désigné comme l'un des meilleurs jeux de tous les temps par de nombreuses publications. En l'introduisant dans le Hall of Fame du site GameSpy, le journaliste Rich Carlson écrit ainsi que contrairement à la plupart des FPS de l'époque, « Thief récompense la furtivité plutôt que l'attaque frontale » et que « tout en sapant l'idée que tous les jeux d'action doivent être des jeux de tir, il a ouvert un nouveau créneau dans un genre saturé ». Dans une série d'articles consacrant les meilleurs jeux de tous les temps, le journaliste du site GameSpot Greg Kasavin considère que Metal Gear Solid, Tenchu: Stealth Assassins et Thief ont défini le genre et que parmi eux, Thief est « la plus pure représentation de ce que peut être l'idée de se glisser d'une ombre à l'autre » et qu'il reste « une réussite inégalée dans le domaine des jeux vidéo ». En 2009, Thief est inclus dans le Hall of Fame du site IGN. Pour Sid Shuman, journaliste du magazine GamePro, « Thief a inventé son propre genre... le jeu d'action et d'infiltration ». De son côté, John Walker du site Eurogamer écrit dans une rétrospéctive du jeu que la plupart des jeux d'infiltration modernes font pâle figure face à Thief. En 2012, Mike Fahey du site Kotaku désigne Thief comme le meilleur jeu d'infiltration auquel il ait joué et note qu'il reste supérieur aux jeux d'infiltration modernes. La même année, le Time l'inclut dans sa liste des 100 meilleurs jeux vidéo de tous les temps.

## Postérité

### Influence
Dark Project est non seulement considéré comme le premier jeu d'infiltration en trois dimensions sur PC mais aussi comme le premier jeu à utiliser la lumière et les effets sonores comme des composantes à part entière de son gameplay,. Ses innovations technologiques, avec notamment l'introduction dans son moteur de jeu d'un système de propagation des ondes sonores, restent aujourd'hui largement reconnues dans le monde des développeurs de jeu vidéo. Son influence se retrouve dans de nombreux jeux vidéo d'infiltration dont notamment Assassin's Creed, Hitman, Splinter Cell et Tenchu. Pour Marc Laidlaw, un des concepteurs de Half-Life, Dark Project est le jeu « le plus terrifiant, le plus immersif et le plus gratifiant » auquel il ait joué et qu'il est l'un des rares projets auquel il aurait souhaité participer. Il désigne également Dark Project comme son jeu vidéo favori, une opinion qu'il partage avec le concepteur de Fallout 3, Emil Pagliarulo,.

### Suites
Dark Project a bénéficié de deux suites, un quatrième jeu redémarrant également la série. Looking Glass Studios a ainsi développé Dark Project 2 : L'Âge de métal, publié en mars 2000, qui reçoit lui aussi un accueil très favorable dans la presse spécialisée. À la suite de la fermeture de Looking Glass Studios, la série est reprise par Ion Storm Austin qui lance le développement de Thief: Deadly Shadows. Après un cycle de production compliqué, celui-ci est publié en mai 2004 et reçoit également un accueil très positif. Le développement d'un quatrième opus par Eidos Montreal est annoncé en mai 2009 pour Windows, Playstation 4, Xbox One, PlayStation 3 et Xbox 360. À sa sortie en 2014, il reçoit un accueil plutôt mitigé.
Après la fermeture de Looking Glass Studios, le jeu continue d'être supporté par une communauté de fans qui développe de nombreux mods pour Dark Project. Un remake basé sur un moteur de jeu plus moderne a également été développé. D'abord publié comme un mod de Doom 3 en 2009, celui-ci est finalement publié sous la forme d'un standalone en open source en octobre 2013. Un mod créé par des fans et proposant des textures en haute définition, baptisé Thief Gold HD , a également été publié en décembre 2013.